# Nitidiscala berryi
Nitidiscala berryi är en snäckart som först beskrevs av Dall 1907.  Nitidiscala berryi ingår i släktet Nitidiscala och familjen vindeltrappsnäckor. Inga underarter finns listade i Catalogue of Life.